# Prix Caccioppoli
Le prix Caccioppoli est un prix décerné tous les quatre ans, depuis 1960, par l’Union mathématique italienne à un mathématicien italien de moins de 38 ans qui s’est illustré au niveau mondial par ses travaux. Le prix a été nommé en hommage à Renato Caccioppoli. Le récipiendaire reçoit 10 000 €. Jusqu’en 1970, le prix était octroyé tous les deux ans.

## Lauréats
- 1960 Ennio De Giorgi (École normale supérieure de Pise)
- 1962 Edoardo Vesentini (Université de Pise)
- 1964 Emilio Gagliardo (Université de Gênes)
- 1966 Enrico Bombieri (Université de Pise)
- 1968 Mario Miranda (Université de Pise)
- 1970 Claudio Baiocchi (Université de Pavie)
- 1974 Alberto Tognoli (Université de Pise)
- 1978 Enrico Giusti (Université de Pise)
- 1982 Antonio Ambrosetti (École internationale supérieure d'études avancées)
- 1986 Corrado de Concini (Université de Rome « La Sapienza »)
- 1990 Gianni Dal Maso (École internationale supérieure d'études avancées)
- 1994 Nicola Fusco (Université de Naples)
- 1998 Luigi Ambrosio (École normale supérieure de Pise)
- 2002 Giovanni Alberti (Université de Pise)
- 2006 Andrea Malchiodi (École internationale supérieure d'études avancées)
- 2010 Giuseppe Mingione (Université de Parme)
- 2014 Camillo De Lellis (Université de Zurich)
- 2018 Valentino Tosatti (Université Northwestern)
- 2022 Guido De Philippis (Courant Institute of Mathematical Sciences)